# 이윤경 (가수)
이윤경(1984년 4월 8일 ~ )은 대한민국의 가수이다.

## 경력
- 2006년 '달래음악단' 멤버

## TV 게스트
- 2007년 2월 24일 KBS1 가족오락관